# Lily of Da Valley
Lily Of Da Valley es el cuarto álbum de la banda japonesa Dragon Ash, publicado en 2001. La edición limitada de Episodio 2 feat. Shun, Shigeo (versión álbum) es un bonus track. 
La pista oculta 花言葉 (Chicken to for Magnolia). En el lenguaje de las flores, lirio del valle, representa el retorno de la felicidad.

## Lista de canciones
1. "Intro" – 1:08
2. "21st Century Riot" – 2:37
3. "Glory" – 5:00
4. "Amploud" – 4:16
5. "Bring It" – 4:32
6. "Sunset Beach" – 5:22
7. "My Friends' Anthem" – 3:07
8. "百合の咲く場所で" (Yuri no Saku Basho De) – 3:54
9. "Aim High" – 3:40
10. "Revolater" – 3:24
11. "Deep Impact ft. Rappagariya" – 4:32
12. "静かな日々の階段を" (Shizuka na Hibi no Kaidan Wo) – 4:29
13. "Lily Of Da Valley" – 5:53
14. "Outro" – 1:17
15. "Episode 2 feat. SHUN, SHIGEO" (versión álbum, edición limitada) – 4:08
16. "花言葉" (Hanakotoba) (pista oculta) – 8:45

- Datos: Q3240969